# Dominika Bujnowska
Dominika Bujnowska (ur. 17 grudnia 1903 w Klewiance, zm. 28 lutego 1989 w Węgrowie) – ludowa tkaczka dywanów techniką dwuosnowową. Laureatka Nagrody Kolberga 1981.

## Życiorys
Urodziła się na Podlasiu w rodzinie chłopskiej, w rodzinie Stefana i Urszuli z domu Koszczuk. Krawiectwa i tkactwa nauczyła się podczas pobytu (1928) w Mariówce (Opoczyńskie), ucząc się w klasztornej szkole Zgromadzenia Służebniczej Najświętszej Maryi Panny Niepokalanej. W 1944 roku osiedliła się w Węgrowie, gdzie zamieszkała w swoim Zgromadzeniu Służebniczek. Później mieszkała na Wileńszczyźnie, gdzie nauczyła się tkać typowe dla tego regionu radziuszki i sejpaki. Techniki tkania dywanów dwuosnowowych nauczyła się w Sokółce, bogatej w tradycje tkactwa dwuosnowowego.
W Węgrowie Dominika Bujnowska poznała Zofię Tomerle, założycielkę i dyrektorkę Podlaskiej Spółdzielni Sztuki i Przemysłu Ludowego. Zachęcona przez nią zaczęła tkać dywany o charakterze artystycznym, inspirując się wzorami z natury i tworząc z nich samodzielne kompozycje. W 1949 r. została zatrudniona w węgrowskiej spółdzielni związanej z Cepelią, jako tkaczka i instruktorka tkactwa dwuosnowowego. Za dywan „Droga przez wieś” otrzymała nagrodę i stypendium Ministerstwa Kultury i Sztuki. W czasie 40 lat pracy twórczej Dominika Bujnowska utkała ponad 1500 dywanów. Dywany sygnowała: BD z datą.
Dywany Bujnowskiej pokazywano w Anglii (1956), Szwajcarii (1957), ZSRR (1957), Francji (1960), w państwach skandynawskich, w Niemczech, w Ameryce. Uczestniczyła w konkursach i wystawach w takich miastach, jak Węgrów, Warszawa, Białystok, Lublin, Rzeszów, Płock, Toruń, Kraków, Ciechanowiec. Dywany D. Bujnowskiej posiadają muzea w Warszawie, Płocku, Toruniu, Krakowie, Białymstoku, Ciechanowcu, Łukowie. Duży zbiór przechowuje Spółdzielnia w Węgrowie i Zgromadzenie Sióstr Służek.

## Wybrane wystawy
- 2021 – wystawa tkanin dwuosnowowych Dominiki Bujnowskiej ze zbiorów Muzeum Regionalnego w Łukowie w Podlaskim Instytucie Kultury w Białymstoku[5]